# Proto 1
Proto 1 a fost un avion biplan de școală și antrenament fabricat la Arsenalul aeronautic din București în anul 1922.
Modelul a fost proiectat de către maior inginer Ștefan Protopopescu, inginer Dumitru Baziliu și inginer Gheorghe Ticău. Acest model s-a fabricat într-un singur exemplar, prototip.
Primele zboruri experimentale au fost executate chiar de către Ștefan Protopopescu (unul din proiectanții avionului) care prin evoluțiile sale demonstrative a convins Ministerul de Război de calitățile aparatului.
Proto 1 a intrat în înzestrarea aviației militare române, care a încheiat o comandă pentru 25 de bucăți. Aeronavele au fost produse la Fabrica de avioane ASTRA din Arad, însă în urma unei catastrofe a fost necesar de a face modificări, varianta modificată fiind numită Proto 2.

## Caracteristici
| anvergură          | 9,6 m    |
| lungime            | 7,0 m    |
| înălțime           | 2,9 m    |
| masa avionului gol | 970 kg   |
| masa totală        | 1080 kg  |
| viteza maximă      | 183 km/h |
| plafon             | 6000 m   |